# María Ospina Pizano
María Ospina Pizano (* 1977 in Bogotá) ist eine kolumbianische Schriftstellerin, Literaturwissenschaftlerin und Hochschullehrerin. Sie ist Professorin an der Wesleyan University. Bekannt wurde sie insbesondere durch ihre literarische Auseinandersetzung mit Erinnerung, Gewalt, Natur und der Beziehung zwischen Mensch und Tier. Ihre Werke wurden mehrfach ausgezeichnet und in mehrere Sprachen übersetzt.

## Leben
Ospina studierte zunächst an der Brown University und absolvierte anschließend ein Master- und Promotionsstudium an der Harvard University. Heute ist sie Professorin für hispanoamerikanische Literatur mit einem Fokus auf zeitgenössische kolumbianische Kultur, Umweltgeisteswissenschaften und Gender Studies. Für ihre Lehrtätigkeit wurde sie 2022 mit dem Binswanger Prize for Excellence in Teaching ausgezeichnet, den die Wesleyan University intern vergibt.

## Wirken
Ospinas literarisches Werk verbindet dokumentarische und fiktionale Elemente, um die Komplexität von Gewalt, Überleben und Natur in der zeitgenössischen kolumbianischen Gesellschaft darzustellen.
Ihr erstes Buch Azares del cuerpo (2017) ist eine Sammlung von Kurzgeschichten, welche die Erfahrungen von Frauen im urbanen Bogotá beleuchtet. Die Protagonistinnen durchleben Verluste, Begehren und soziale Konflikte, wobei die Körpererfahrungen zum zentralen Erzählmedium werden. Kritikerinnen wie Carolina Sanín und Alejandra Algorta lobten die literarische Präzision, die soziale Sensibilität und die aufrichtige Stimme der Autorin.
Im Jahr 2023 erschien ihr erster Roman Solo un poco aquí (deutsch Für kurze Zeit nur hier, 2025), der sich radikal von anthropozentrischen Erzähltraditionen entfernt und Tiere in den Mittelpunkt stellt. In ineinander verflochtenen Geschichten – unter anderem über Straßenhündinnen, einen Scharlachkardinal und ein Stachelschwein – entfaltet Ospina eine ethisch-politische Widerspiegelung von Fürsorge, Abhängigkeit und das Recht auf Andersartigkeit. Inspiriert wurde sie dabei unter anderem von Miguel de Cervantes’ Erzählung El coloquio de los perros.
Die Autorin versteht ihren Roman als Versuch, „die Lautstärke der menschlichen Stimmen und ihrer Fantasien von Herrschaft über die Welt zu dämpfen“ und eine literarische Sprache zu finden, die tastend und lauschend jenseits wissenschaftlicher Rationalität agiert. Das Werk hinterfragt anthropozentrische Logiken, grenzt sich von imperialistischen Perspektiven ab und verortet sich in einer lateinamerikanischen Tradition des kritischen Naturdenkens.
Für Solo un poco aquí wurde Ospina 2023 mit dem Premio Sor Juana Inés de la Cruz ausgezeichnet. Die Jury würdigte die literarische Qualität und die ethische Tiefe des Romans, der „den Wesen gewidmet ist, die uns umgeben und die wir gewöhnlich ignorieren, essen oder benutzen“. Im Jahr 2024 erhielt sie für denselben Roman zudem den Premio Nacional de Novela de Colombia.
Neben ihrer schriftstellerischen Arbeit ist Ospina auch als Kulturwissenschaftlerin tätig. In ihrem 2019 erschienenen Buch El rompecabezas de la memoria analysiert sie, wie Literatur, Film und Zeugenschaft in Kolumbien seit der Jahrtausendwende zur öffentlichen Auseinandersetzung mit Gewalt beitragen. Weitere wissenschaftliche Arbeiten behandeln unter anderem ökologische Themen, Tierstudien, politische Ökologie und die Kritik an extraktivistischen Wirtschaftsmodellen in Lateinamerika.